# 药姓
药姓是一个比较生僻的中国汉姓。
药作为姓氏有yào和yuè两种读音。

## 起源
关于药姓的起源有几种不同的说法。
1. 相传为炎帝后代，由炎帝后裔姜姓分衍而来。
2. 乐毅后裔。
3. 岳姓改姓。
4. 职业为姓。
5. 少数民族。《姓氏考略》注药姓来源“为夷姓。《华阳国志》有巴夷药何”。